# Karl Max Schneider
Karl Max Schneider (né le 13 mars 1887 et mort le 26 octobre 1955) est un zoologiste est-allemand qui a été directeur du zoo de Leipzig de 1934 jusqu'à sa mort. Il était un expert des lions et de leur biologie et était responsable de la création du terme comportemental « flehmen ».

## Biographie
Schneider est né à Callenberg au Lichtenstein, il est l'un des six frères et sœurs d'une famille de marchands. Il étudie dans sa ville natale puis à Waldenberg où il devient enseignant à partir de 1908 en travaillant à Meerane. En 1912, il a reçu un Abitur du Realgymnasium Freiberg et un diplôme en sciences en 1910 de l'Université de Leipzig. En 1913, il rédige une thèse sur la philosophie du transcendantalisme de Heinrich Rickert, mais en raison du début de la Première Guerre mondiale, il n'obtient un doctorat qu'en 1918. Pendant la guerre, il a été enrôlé sur la ligne de front et a été blessé au bas de la jambe gauche, ce qui a entraîné son amputation. Après la guerre, il devient assistant en zoologie à l'Université de Francfort. En 1919, il s'installe à Leipzig et travaille à l'université et comme assistant au zoo de Leipzig à partir de 1920. En 1934, il devient directeur du zoo de Leipzig où il s'intéresse particulièrement au comportement reproducteur des grands félins, en particulier des lions. Il a inventé le mot flehmen en 1930 pour les parades caractéristiques des grands félins et de plusieurs autres mammifères. Le zoo a eu beaucoup de succès dans l'élevage en captivité et a même exporté des lions vers l'Afrique. Il a beaucoup écrit et était populaire grâce aux émissions de télévision qu'il a dirigées et présentées,.
Il a été nommé citoyen d'honneur de la ville de Leipzig et a reçu le prix national de la RDA en 1953. Après sa mort en 1955, un buste est installé au zoo de Leipzig.